# Gideon Kipketer
Pour les articles homonymes, voir Kipketer.
Gideon Kipkemoi Kipketer (né le 10 novembre 1992) est un athlète kényan, spécialiste des courses sur route.

## Carrière
En 2010, il termine 8e des Championnats du monde de cross-country juniors à Bydgoszcz en Pologne. 
En 2016, il termine 3e du Marathon de Chicago.
En février 2017, il termine 2e du marathon de Tokyo en 2 h 5 min 51 s. Le 6 août, il termine 5e du marathon des championnats du monde de Londres.

## Palmarès
| Date | Compétition                    | Lieu      | Résultat | Épreuve       | Temps           |
| ---- | ------------------------------ | --------- | -------- | ------------- | --------------- |
| 2010 | Championnats du monde de cross | Bydgoszcz | 8e       | Course junior |                 |
| 2016 | Marathon de Chicago            | Chicago   | 3e       | Marathon      | 2 h 12 min 20 s |
| 2017 | Marathon de Tokyo              | Tokyo     | 2e       | Marathon      | 2 h 5 min 51 s  |
| 2017 | Championnats du monde          | Londres   | 5e       | Marathon      | 2 h 10 min 56 s |